# Sozialdemokratismus
Sozialdemokratismus ist ein Vorwurf zur Diskreditierung und Verfolgung von alternativen Sozialismuskonzepten innerhalb staatssozialistischer Regierungsparteien. Oft, aber nicht ausschließlich, wurden damit Vertreter eines demokratischen Sozialismus oder der Sozialdemokratie angegriffen.
Der Vorwurf wurde insbesondere in der SED nach 1948 regelmäßig gegen Mitglieder angewandt, die als ehemalige SPD-Mitglieder nach der Zwangsvereinigung SED-Mitglieder geworden waren. Ziel dieser Vorwürfe, die in einer Kampagne zusammengeführt wurden, war die Absicherung der orthodox-leninistischen Führungsriege um Walter Ulbricht und die Beseitigung kritischer Strömungen aus der Partei. Anfang der 1950er folgten weitere „Parteiüberprüfungen“, die auch Kommunisten anderer Richtungen trafen – etwa ehemalige Mitglieder des Leninbundes.
Auch in anderen staatssozialistischen Staaten wurde der „Sozialdemokratismus“ als Vorwurf zur Disziplinierung der Mitglieder angewandt, er hatte einen ähnlichen Status wie „Trotzkismus“ und andere Begriffe. Die mit diesen Etiketten belegten Mitglieder hatten dabei nicht immer eine wirkliche Nähe zu den bezeichneten Strömungen – oft wurde auch völlig willkürlich eine Abweichung konstruiert um unabhängige Personen loszuwerden.